# Коновніцин Іван Петрович

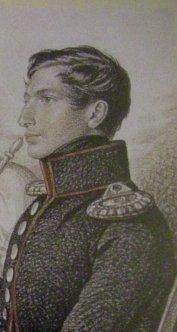
Коновніцин Іван Петрович.Карл Гампельн. Фрагмент портрета синів Коновніцина П.П.

Коновніцин Іван Петрович (16 вересня 1806 — 1867 або 1871) — декабрист, граф, прапорщик 9-й кінно-артилерійської роти. Молодший брат  Коновніцина Петра Петровича.

## Біографія
Народився в  Петербурзі. Батько — військовий міністр граф Коновніцин Петро Петрович, мати — Ганна Іванівна Корсакова. Виховувався в  Пажеському корпусі, звідки у квітні 1825 року випущений прапорщиком в 9-у кінно-артилерійську роту. З жовтня 1825 року перебував в Петербурзі при лейб-гвардії. За свідченнями декабриста  Оболенського знав про підготовку повстання на Сенатській площі, протидіяв  присяги Миколі I. Значився в списку тих, хто не присягнув  Миколі I.  Заарештований в  Петербурзі, утримувався при Навчальній артилерійській бригаді.
13 липня 1826 року височайше наказано відправити на службу в 23-ю кінно-батарейну роту.
Учасник російсько-перської та російсько-турецької війни 1828-1829 років.
У 1836 році звільнений від служби в чині штабс-капітана, в'їзд в столиці заборонений. Проживав у Микитівці Охтирського повіту  Харківської губернії. В'їзд в столиці дозволений 5 лютого 1842 року. У 1843 році Іван Коновніцин був обраний харківським дворянством директором контори Харківського комерційного банку. З 1854 року - Гдовський повітовий предводитель дворянства.
Похований у церкві с. Кярова Гдовського повіту  Псковської губернії.